# (92297) Monrad
(92297) Monrad est un astéroïde de la ceinture principale.

## Description
(92297) Monrad est un astéroïde de la ceinture principale. Il fut découvert le 10 mars 2000 aux Monts Santa Catalina par le projet CSS. Il présente une orbite caractérisée par un demi-grand axe de 3,19 UA, une excentricité de 0,19 et une inclinaison de 18,7° par rapport à l'écliptique.

## Compléments